# Tadeusz Kwiatkowski (funkcjonariusz)
Tadeusz Wacław Kwiatkowski (ur. 24 stycznia 1928 w Grabowie, zm. 1 lutego 2000) – funkcjonariusz organów bezpieczeństwa publicznego i spraw wewnętrznych.
Służbę w organach bezpieczeństwa rozpoczął jako młodszy referent w Urzędzie Bezpieczeństwa Publicznego w Kutnie, od 1 października 1947 był tam oficerem śledczym, często przebywał w miejscowym areszcie którego komendantem był Franciszek Zapiec. 15 marca 1948 został przeniesiony do Departamentu I (kontrwywiadu) MBP w Warszawie, gdzie został młodszym referentem Sekcji I Wydziału VI odpowiedzialnego za transport i łączność a następnie  od drugiej połowy 1948 roku, za rozpracowywanie siatek wywiadowczych 
,,polskich ośrodków  emigracyjnych,, od 1 listopada 1950 Sekcji II rozpracowując siatki organizacji podziemnych, głównie tzw. dwójki  przedwojennej  następnie od 1 lipca 1951 referentem w sekcji I, od 1 sierpnia 1952 starszym referentem w Sekcji II. 1 czerwca 1953 został kierownikiem Sekcji II Wydziału V.
W stopniu majora od 25 listopada 1959 do 28 lutego 1969 zastępca, a w stopniu majora/podpułkownika/pułkownika od 20 maja 1971 do 15 września 1981 dyrektor Biura Śledczego Ministerstwa Spraw Wewnętrznych.
Postać Tadeusza Kwiatkowskiego (w tej roli Piotr Grabowski) pojawia się w opartym na faktach spektaklu teatralnym Tajny współpracownik, w reżyserii Krzysztofa Langa.